# Opération programmée d'amélioration de l'habitat
« OPAH » redirige ici. Pour le poisson appelé « opah », voir Lampris guttatus.
Une opération programmée d'amélioration de l'habitat (OPAH) est, en France, une convention passée entre une collectivité (une commune ou un EPCI), l’État et l’Agence nationale de l'habitat (ANAH) en vue de requalifier et réhabiliter un quartier bâti. Un OPAH agit donc sur un territoire limité (commune ou EPCI).

## But
Le but d’une OPAH est de créer des conditions plus favorables pouvant inciter des investisseurs, mono-propriétaires ou copropriétaires, à investir dans l’amélioration ou la réfection de logements existants dans un périmètre précis.

## Déroulement
Une OPAH se déroule en trois phases :
1. Une phase de diagnostic qui recense les dysfonctionnements du quartier ou des immeubles du périmètre choisi : problèmes urbains, fonciers, sociaux, état du bâti, conditions de vie des habitants etc.
2. Une « étude pré-opérationnelle » qui préconise les solutions à apporter aux dysfonctionnements soulevés lors du diagnostic et qui définit les objectifs qualitatifs et quantitatifs à mettre en œuvre pendant la phase 3.
3. Enfin, l'OPAH  proprement dite, est instaurée pour une durée déterminée, généralement comprise entre trois et cinq ans, pendant laquelle des aides financières sont accordées par l’État (ANAH), le Conseil régional, le Conseil général, les EPCI (selon les cas) et la Ville. Cette mission de « suivi-animation » est confiée à un opérateur externe chargé de la mise en œuvre et du bon déroulement de l’opération.

## Historique
La procédure OPAH a été créée en 1977. Les premiers quartiers en ayant bénéficié ont été Ainay, à Lyon, et la Krutenau, à Strasbourg, en 1978.

## Chiffres
En 2008, 611 OPAH, projets d'intérêt général (PIG), programmes sociaux thématiques (PST) et 121 programmes dirigés vers les copropriétés ont été opérationnels et ont permis l'attribution de subventions de l’Anah pour environ les deux tiers de son budget.